# Чебунино
Чебунино — деревня в Кирилловском районе Вологодской области.
Входит в состав Николоторжского сельского поселения, с точки зрения административно-территориального деления — в Николо-Торжский сельсовет.
Расстояние по автодороге до районного центра Кириллова — 25 км, до центра муниципального образования Никольского Торжка — 1 км. Ближайшие населённые пункты — Никольский Торжок, Паньково, Дулово, Куконцы.
По переписи 2002 года население — 80 человек (42 мужчины, 38 женщин). Преобладающая национальность — русские (90 %).